# Awaous grammepomus
Awaous grammepomus és una espècie de peix de la família dels gòbids i de l'ordre dels perciformes que es troba des de Sri Lanka fins a Nova Guinea. També és present a Palau.
Els mascles poden assolir els 15 cm de longitud total.